# Кулик Андрій Олегович
Андрій Олегович Кулик — український борець греко-римського стилю, бронзовий призер чемпіонату світу.

## Спортивні результати на міжнародних змаганнях

### Виступи на Чемпіонатах світу
| Змагання                        | Збірна  | Вагова категорія                 | Місце  |
| ------------------------------- | ------- | -------------------------------- | ------ |
| Чемпіонат світу з боротьби 2022 | Україна | греко-римська боротьба, до 72 кг | Бронза |

### Виступи на Чемпіонатах Європи
| Змагання                         | Збірна  | Вагова категорія                 | Місце |
| -------------------------------- | ------- | -------------------------------- | ----- |
| Чемпіонат Європи з боротьби 2020 | Україна | греко-римська боротьба, до 72 кг | 13    |
| Чемпіонат Європи з боротьби 2023 | Україна | греко-римська боротьба, до 72 кг | 5     |

### Виступи на Кубках світу
| Змагання                    | Збірна  | Вагова категорія | Місце  |
| --------------------------- | ------- | ---------------- | ------ |
| Кубок світу з боротьби 2022 | Україна | команда          | Бронза |

### Виступи на інших змаганнях
| Змагання                                     | Збірна  | Вагова категорія                 | Місце  |
| -------------------------------------------- | ------- | -------------------------------- | ------ |
| Кубок Гапаранди 2017                         | Україна | греко-римська боротьба, до 66 кг | 10     |
| Кубок Арво Хаавісто 2017                     | Україна | греко-римська боротьба, до 66 кг | 18     |
| Турнір Германа Каре 2018                     | Україна | греко-римська боротьба, до 67 кг | Срібло |
| Меморіал Крістьяна Палусалу 2019             | Україна | греко-римська боротьба, до 72 кг | 8      |
| Київський Міжнародний турнір з боротьби 2019 | Україна | греко-римська боротьба, до 72 кг | 11     |
| Турнір Олега Караваєва 2019                  | Україна | греко-римська боротьба, до 72 кг | 10     |
| Кубок Гапаранди 2019                         | Україна | греко-римська боротьба, до 72 кг | Срібло |
| Київський Міжнародний турнір з боротьби 2021 | Україна | греко-римська боротьба, до 72 кг | 8      |
| Гран-прі Загребу з боротьби 2022             | Україна | греко-римська боротьба, до 72 кг | Бронза |
| Гран-прі Німеччини з боротьби 2022           | Україна | греко-римська боротьба, до 72 кг | Золото |
| Гран-прі Франції Анрі Деглана 2023           | Україна | греко-римська боротьба, до 72 кг | Срібло |

### Виступи на змаганнях молодших вікових груп
| Змагання                                      | Збірна  | Вагова категорія                 | Місце  |
| --------------------------------------------- | ------- | -------------------------------- | ------ |
| Чемпіонат Європи з боротьби серед молоді 2021 | Україна | греко-римська боротьба, до 72 кг | Срібло |
| Чемпіонат світу з боротьби серед молоді 2021  | Україна | греко-римська боротьба, до 72 кг | 7      |